# Смолин, Михаил Олегович
Михаил Олегович Смолин (Пустой шаблон {{ВД-Преамбула}} ) — российский хоккеист, нападающий.

## Биография
Воспитанник нижегородского «Торпедо», с сезона 2013/14 — игрок команды МХЛ «Чайка». 8 сентября 2015 года дебютировал в КХЛ в домашней игре «Торпедо» против «Нефтехимика» (1:2 ОТ), сыграв единствнный матч в сезоне в лиге. В сезоне 2016/17 провёл 24 мачта за «Саров» в ВХЛ и 11 — за «Чайку». В следующем сезоне сыграл 9 матчей в КХЛ, 28 в ВХЛ и 2 — в МХЛ. В сезоне-2018/19 провёл 26 игр в КХЛ и 14 в ВХЛ. В сезоне-2019/20 играл в КХЛ (18 матчей) и ВХЛ за «Торпедо-Горький» — 15 матчей.
15 июня 2020 года был обменян в «Витязь». 1 июня 2023 продлил контракт. 12 октября 2023 года расторг соглашение. Провёл 113 матчей за «Витязь» и шесть — за «Рязань» в ВХЛ.